# Глубокое (озеро, Осташковский городской округ, у деревни Глубочицы)
Глубокое — озеро в Осташковском городском округе Тверской области России.
Из озера вытекает протока, соединяющая его с озером Залецким. 
На западном берегу озера расположена деревня Троеручица, на восточном — деревня Глубочица.

## Данные водного реестра
По данным государственного водного реестра России относится к Верхневолжскому бассейновому округу, водохозяйственный участок реки — Волга от Верхневолжского бейшлота до г. Зубцов без р. Вазуза от истока до Зубцовского г/у. Речной бассейн реки — (Верхняя) Волга до Куйбышевского водохранилища (без бассейна Оки).
Код объекта в государственном водном реестре — 08010100411110000000589.